# 家電量販店

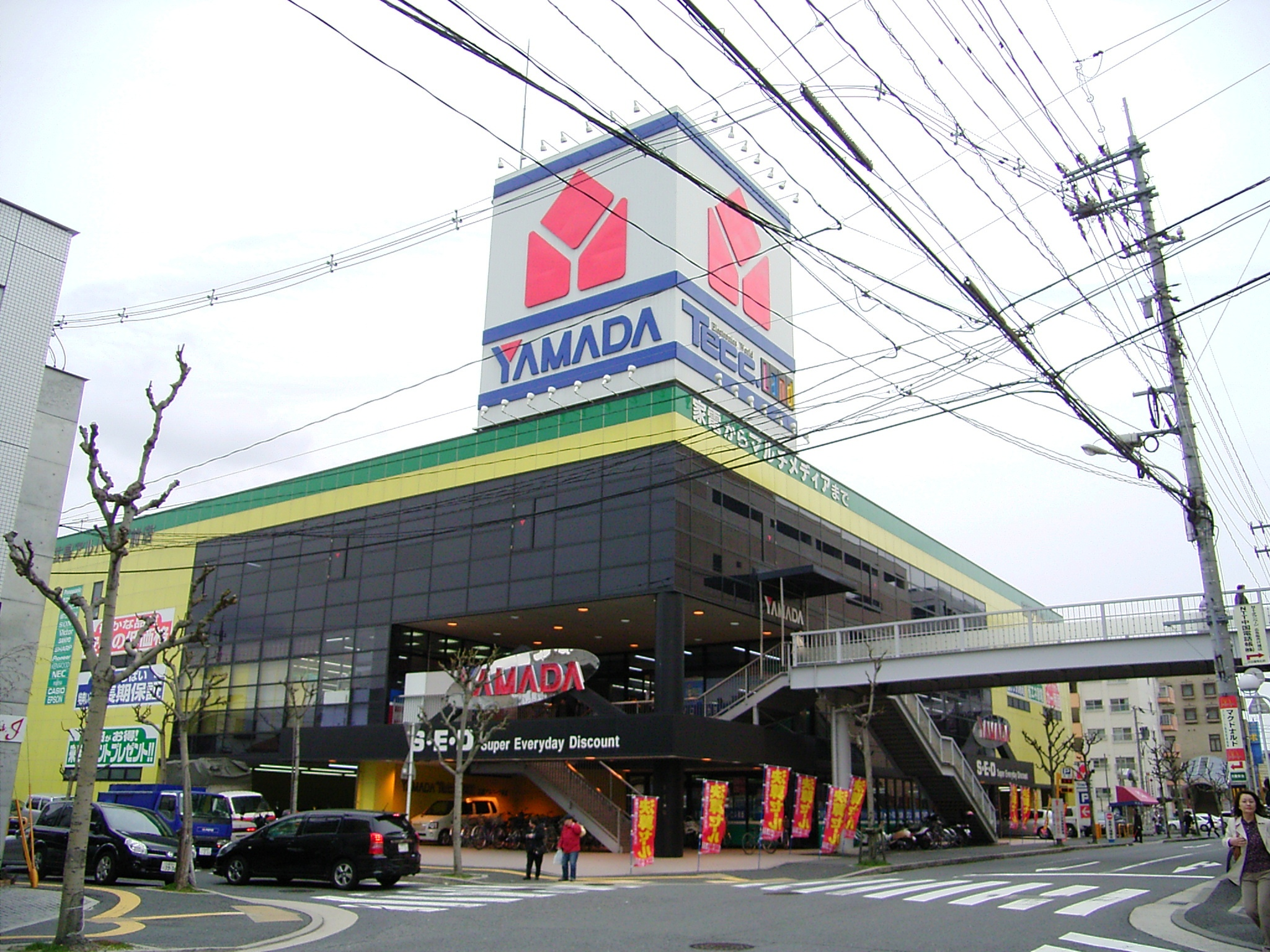
家電量販店の例（ヤマダデンキ広島アルパーク店）

家電量販店（かでんりょうはんてん）とは、主にテレビ受像機、パソコン、オーディオ機器などの家電製品を多く仕入れて安く売ることを基本路線とする大型小売店である。

## 日本

### 歴史
秋葉原（東京）や日本橋（大阪）の電気街を発祥とする電器店やオーディオ店が大型化し、チェーン展開していったのが始まりである。1980年代以降は新宿駅や池袋駅周辺に拠点を置くカメラ販売の量販店が「カメラ店」の枠を超え生活家電をはじめAV機器、パソコン、携帯電話などの販売も手がけるようになった。1990年代以降は電気街に代わってカメラ系の大型量販店が相次いでターミナル駅に店舗を構える一方、郊外では多数の駐車場を併設した店舗網を持つチェーンストアが規模を拡大していった。

### 業態
量販店では家電メーカーから一度にまとまった数で仕入れる事で安い卸値で仕入れ（「○○オリジナルモデル」と称した特別仕様の商品を開発する場合もある）、これを大量販売するという形の薄利多売を主な販売戦略とする。このため前に仕入れた商品を売り切らない事には別カテゴリー（例としては白物家電と娯楽家電など）に属する商品でも商品保管スペースの関係から仕入れ難い傾向も見られ、とにかく短期間の内に売り切ろうとする傾向が極めて強い。チェーンストアの特性を生かし、店舗間で商品を融通する場合もある。ある商品について在庫の多い店舗から在庫の少ない店舗に移動して、各店舗の在庫量を平準化するわけである。これは衣料品などのチェーンストアにも見られる。
家電の設置や古い家電の回収など客先での業務は、地元の電気店や電気工事事業者などに委託している。配送も基本的に委託であるが、ヨドバシカメラは差別化のため自社配送を開始している。
店の規模にもよるが、店員は担当部門を限定した複数のグループに分けられることが多い。
一例
- 白物家電販売（冷蔵庫、洗濯機、エアコン、暖房器具など）
- AV機器販売
- 小物家電販売（調理家電、健康器具、乾電池や蛍光灯、電球といった消耗品など）
- パソコン・関連機器販売
- デジタル家電販売（商品によってはAV機器あるいはパソコン関連と一緒になっている場合あり）
- 携帯電話販売
- 書籍・ソフトウェア（パソコン用ソフト、AVソフト、ゲームソフト）・ホビー商品（ゲーム機、トレーディングカード、幼児向け遊具・玩具など）販売

### 上位グループの売上高
大型量販店同士の低価格販売競争が常態化しているため、利益を出すためには家電メーカーから少しでも安く仕入れるとともに、大量販売をコミットすることによるメーカーからのリベートの獲得が必要となる。メーカーに対する価格交渉力の強化と大量販売の実現のため、必然的に大規模化・グループ化が進むことになる。
業界トップのヤマダデンキは、店舗の大型化を進めるとともに業況の悪化した地域量販店を積極的に買収するなどして家電小売業界で初めて連結売上高1兆円、さらに2兆円を達成した。このような規模を背景に、メーカーに対して非常に強い価格交渉力を発揮している。他のグループもバーゲニング・パワーをつけるため買収や統合によって規模を拡大しなければ、激しい価格競争の業界で生き残ることは至難となっている。
業界首位となった企業でも、大型店舗の出店競争に出遅れた各社は、1976年まで首位だった第一家庭電器が倒産、1996年まで首位だったベスト電器がヤマダデンキの連結子会社に、2001年まで首位だったコジマがビックカメラの連結子会社になるなど、業界内での浮き沈みは激しい。
主要な家電量販店の連結決算によると、売上高順位は下記の通りである。なお、ヤマダデンキの本社、ビックカメラの創業地はともに群馬県高崎市、2001年まで業界首位だったコジマの本社は宇都宮市、ケーズデンキの本社は茨城県水戸市と、北関東勢が業界を席捲している。
| 会社名                 | 連結売上高                   | 備考 |
| ---------------------- | ---------------------------- | --- |
| ヤマダデンキ           | 1兆5,920億円 （2024年3月期） | 2002年から業界1位 2005年3月期から連結売上高1兆円超 2010年3月期と2011年3月期は連結売上高2兆円超 2013年3月期からベスト電器を連結に算入 |
| ビックカメラ           | 9,225億円 （2024年8月期）    | 2006年8月期からソフマップを連結に算入 2013年8月期からコジマを連結に算入 主に大都市に出店しているが、「コジマ×ビックカメラ」屋号で郊外店も展開                                                                                              |
| ノジマ                 | 7,613億円 （2024年3月期）    | 主に関東地方・東海地方・甲信地方を地盤に出店 |
| ヨドバシカメラ         | 7,530億円 （2022年3月期）    | 非上場。主に大都市の主要駅前に大規模店舗を出店し、1店舗あたりの売上高が大きい |
| エディオン             | 7,210億円 （2024年3月期）    | 2002年にデオデオとエイデンが持株統合して発足 2005年にミドリ電化を完全子会社化 2006年に石丸電気に出資、2008年に完全子会社化 2008年にサンキュー（100満ボルト）に出資、2011年に完全子会社化 デオデオ（旧第一産業）は1977年 - 1979年の業界首位 |
| ケーズホールディングス | 7,183億円 （2024年3月期）    | 主に郊外に出店している |
| 上新電機               | 4,036億円 （2024年3月期）    | 主に近畿地方を地盤とする |

### 特徴
- 基本的には、幅広い分野の家電製品を展示・販売している（小規模店ではパソコン関連や大型液晶・プラズマテレビなど一部高額商品などは取り寄せ、あるいは倉庫やメーカーなどからの直送になる場合が多い）。
- 競合他社との販売競争のため、他店と比較して一円でも安い売値を客に提示する。また客から値引きを要求されることも多く、価格に関して客との交渉を伴う。特に白物家電、パソコン関連、大型TV、オーディオ機器。
- 倉庫スペースを少しでも空けるため、小型家電などは店頭にて積み売りする。
- 型遅れの古い商品をいつまでも展示せず、早めに売り切ってしまう（「処分品」「展示品（現品）限り」などとして、値引き販売することが多い。小物商品ではスーパーマーケットの処分品のように、ワゴンセールとする場合もある）。
- コマーシャルソングを持つことが多い。

しかし他店との競争のために「他社のチラシを持ってくればそれより○%安くする」などとして広告していた場合に実際にはこの「○%の値引き」が仕入れ価格を下回り利益を出せない・不当競争で処罰されるからとこれを拒んだケースや、「他店より安くする」としているにもかかわらず実際は他店と比較して高い商品も見受けられるケースも在ったとして広告内容が消費者の誤認を招くとして公正取引委員会から警告を受けた事例もある。
量販店においては、「ポイント制による還元」と称するリピーターの囲い込み手法がよく行われている。
他にもクレジットカード会社と提携したメンバーズカードの発行、店舗内にインターネットサービスプロバイダの出店、その他各種サービス契約の勧誘を通じて、それらサービスを提供する会社から得られるインセンティブによって収益をカバーする戦略が採られている。また、パソコンの初期設定などの有償のサービスで利益を確保することも多く行われている。他の量販店ではサービスを簡素化することで人件費を浮かしていることとは対照的である。

### 主な家電量販店

#### 現存する家電量販店

##### 旧日本電気大型店協会会員系（地域電器店）

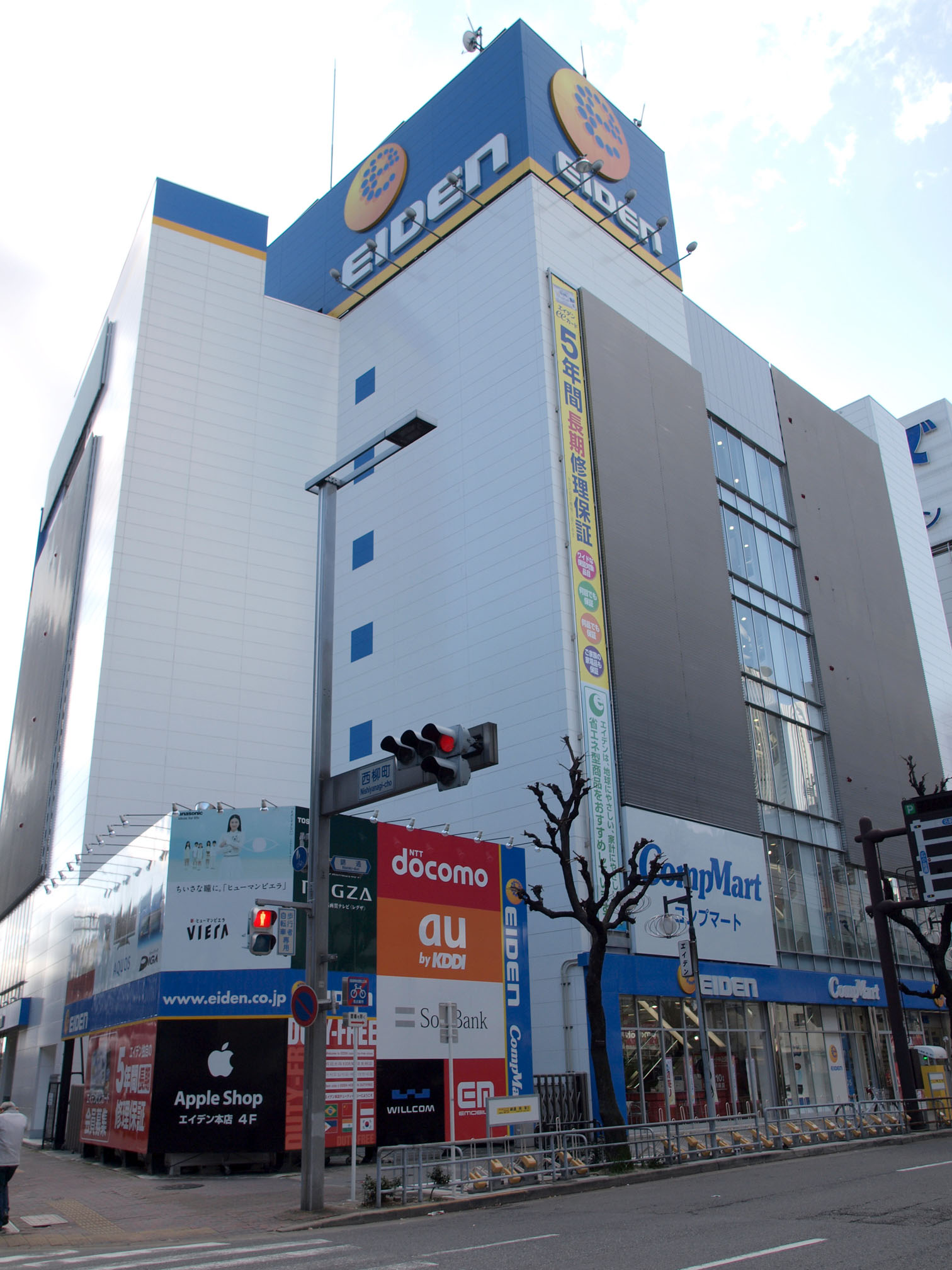
エイデン本店（改装前）（移転のため2013年5月27日閉鎖）

日本電気大型店協会に参加していた、1970年頃より家電量販店を展開していた企業。地域別に出店していた。
- エディオン（持株会社であったが、2010年10月1日にエディオンEAST・エディオンWESTを吸収合併し、事業会社となった。2012年10月1日までに100満ボルト以外の4つのブランドをエディオンに変更・統一した[1]）
  - 100満ボルト（エディオンの店舗ブランドとして存続）
  - タニヤマムセン（2011年9月からエディオンのフランチャイズ）
- ケーズホールディングス（関東近隣の「ケーズデンキ」を手掛ける事業持株会社。かつては後述の「北関東YKK」の一角であり、個人商店から始まっているなど、郊外電器店系の特徴も併せ持つ）
  - デンコードー（店舗名はケーズデンキ）
  - 北越ケーズ（店舗名はケーズデンキ）
  - ギガス（店舗名はケーズデンキ）
  - 関西ケーズデンキ（旧八千代ムセン電機）
  - ビッグ・エス（店舗名はケーズデンキ）
  - 九州ケーズデンキ

##### 郊外電器店系

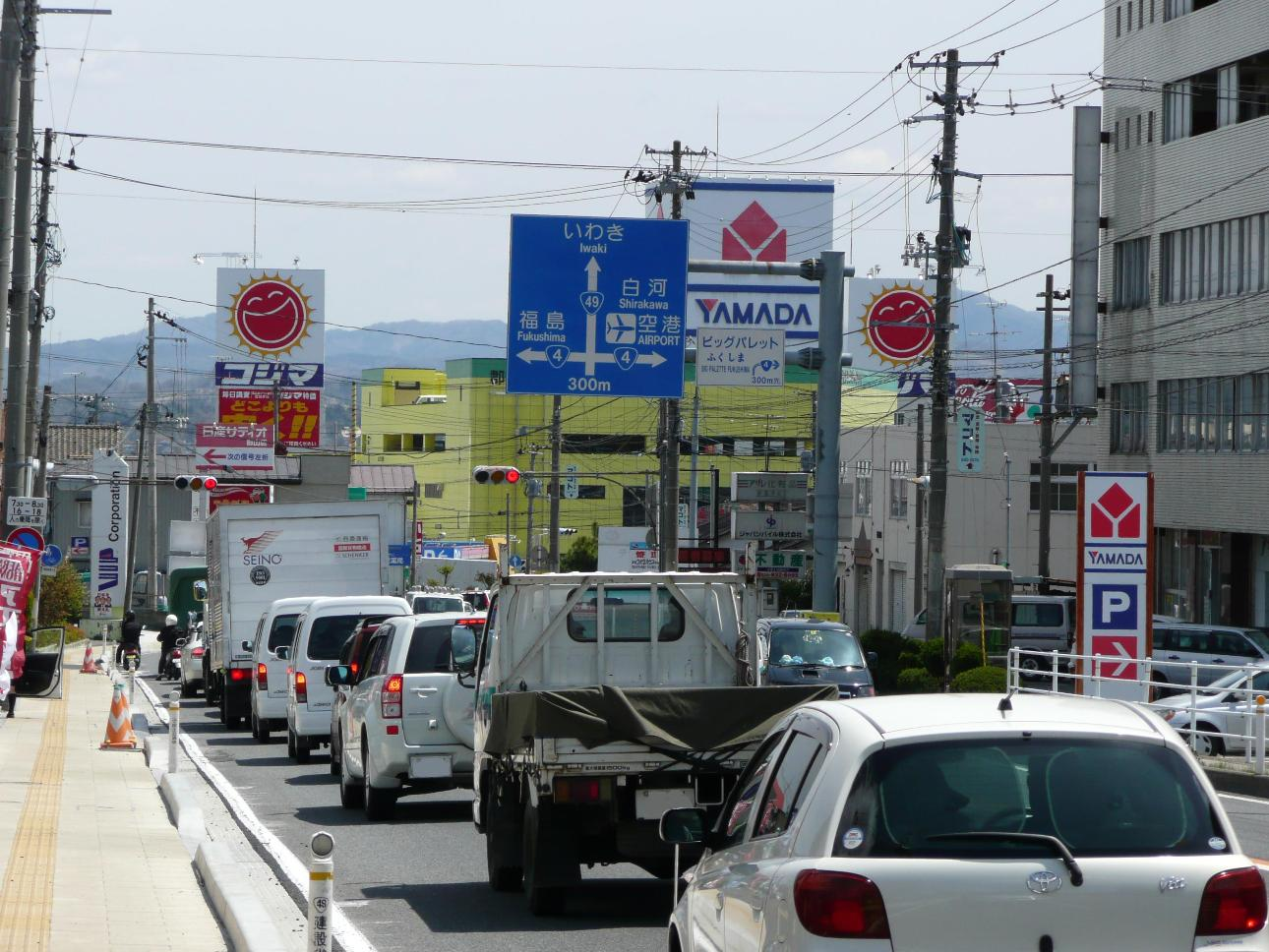
福島県郡山市郊外の国道49号沿いにあるコジマとヤマダデンキ

一地方の個人商店から始まって、系列店を抜けて、日米構造協議という外圧により大規模小売店舗法の緩和、廃止を背景として、1990年代以降に郊外を中心にチェーン化した企業。とくに北関東（群馬県、栃木県、茨城県）を発祥とするチェーン（北関東YKK）の発展が著しい。日本電気大型店協会には不参加、または脱退。
- ヤマダデンキ
  - コスモスベリーズ
  - ベスト電器（ヤマダデンキの店舗ブランドとして現存）
  - マツヤデンキ（ヤマダデンキの店舗ブランドとして現存）
  - 九十九電機（ヤマダデンキの店舗ブランドとして現存）
- コジマ（2012年6月からビックカメラの子会社）
- ベイシア電器（旧プラグシティ。ベイシア系列）
- でんきち
- アリック日進
- デンキのダイナマイト

##### カメラ店系

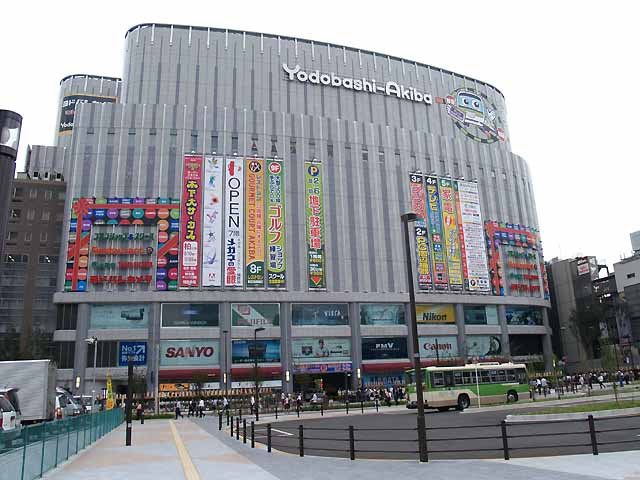
秋葉原駅前にあるヨドバシカメラ・マルチメディアAkiba

元来は社名のとおりカメラやフィルム、三脚など写真用品の販売からスタートしたが1990年代以降はAV機器やパソコンを主体とした家電製品の割合が高くなっている。かつてカメラが高級かつすぐには買い換えられないという、家電以上に耐久消費財としての特徴を持っていたことから、早い時期から交通至便なターミナル駅前に集中的に出店し、テレビCMとの相乗効果で店舗への集客力を高め、大量に売りさばく戦略（レールサイド戦略）を得意としていた。1980年代以降、そのノウハウを活かして家電販売に進出していった。こうした経緯から店舗数は少ないが、大都市の主要駅前に広い商圏を持つ超大型店舗を構えており、坪単価の売上高は郊外電器店系家電量販店を遙かにしのぐ。日本電気大型店協会には不参加。
- ビックカメラ
- ヨドバシカメラ

この他、かつては大阪市のナニワ商会（カメラのナニワ）も心斎橋本店に限り同様の業態であったが、21世紀に入ってからは家電販売から撤退し本業のカメラ販売に集中している。また、中古のカメラ販売に特化した店舗も増えてきている。

##### 電気街・パソコン店系
電気街は狭い立地の高層店舗と狭い商業圏というコストの問題、トレンドの変化などから、1990年代以降の郊外系・カメラ系大型量販店との価格競争に敗れ、競争力が低下していった。しかし、その中のいくつかは全国展開に成功した。
秋葉原や日本橋などの電器卸売・小売店を発祥とする企業と、同地のパソコン販売店を発祥とする企業に大別される。後者は現在でもパソコン販売専業としている場合が多い。電気街の狭い立地を補うため高層の店舗（ペンシルビル）を複数展開することが多い。日本電気大型店協会に参加していた店も多い。
- ノジマ
- 上新電機
- ラオックス（2009年8月から中国同業の蘇寧電器傘下となり、外国人観光客向けの免税店業態に重きを置いている）
- ソフマップ（2006年2月からビックカメラ子会社）
- オノデン
- アッキーインターナショナル（秋葉原・名古屋に店舗を持つ免税店業態の家電量販店）
- ユニットコム
  - パソコン工房
  - TWO TOP
  - Faith
- ドスパラ
- PC DEPOT

#### かつてあった家電量販店

##### 旧日本電気大型店協会会員系（地域電器店）
- ミドリ電化
- エディオン（旧東京エディオンの店舗。店舗名は2009年11月から石丸電気に変更）
- エイデン
- エディオンEAST（事業会社。エイデンが石丸電気、東京エディオンと合併後社名変更。2010年10月1日エディオンに吸収合併された）
- エディオンWEST（事業会社。デオデオがミドリ電化と合併後社名変更。2010年10月1日エディオンに吸収合併された）
- デオデオ
- 石丸電気（東京・秋葉原の発祥）
- そうご電器（北海道を地盤としていた。2002年に倒産後、ゲオの地域子会社となり、2010年にゲオ本体に吸収され消滅）
- 第一家庭電器（1972年から1976年まで業界1位。2002年に倒産）
- エル商会
- おかじま電器（100満ボルトに吸収合併）
- 家電満載館（オリンピックとベスト電器の合弁会社・Olympic&Bestが運営。2008年2月に解散）
- 四国電業
- 庄子デンキ（東北を地盤としていた。ラオックスの子会社を経て、2008年に全店舗を閉鎖）
- 城南電機（宮路年雄社長が社会的に注目され一世を風靡したが、社長の死後まもなく廃業）
- 新栄電機産業（海野かつをを起用したCMで知られた。2003年に倒産）
- 内外無線電機工業（大田区を中心に店舗を展開していた地場系量販店。2004年に事業停止し閉店）
- 立川電業
- ヌマニウ（現在はハードオフなどに業態転換）
- マツモト電器
- ヤマギワ（照明器具・家具卸売企業として存続）
- ラオックスヒナタ（ラオックスの子会社で、長野県内に店舗を展開していた。2008年に全店舗が閉店）
- メディアバレー（ダイエー系列のパソコン・家電販売店で、かつて東京・町田駅前などに大型店を出店していた。旗艦店と位置づけられていた町田店では、後から同駅前に出店したヨドバシカメラに客を奪われる形で2000年2月に閉店）
- セキド（ファッション販売に業態転換）
- ムラウチ（2009年2月に閉店後、元グループ会社のゼロエミッションが設立したムラウチ電気に運営を移管）
  - ムラウチ電気（上新電機のフランチャイズでムラウチジョーシンを、2009年4月から2017年2月まで運営）
- ぷれっそホールディングス（2007年6月からヤマダ電機の子会社。2012年会社清算）
  - 星電社（2009年にヤマダデンキのフランチャイズ化しブランド消滅、2021年にヤマダデンキに吸収合併）

##### 郊外電器店系
- トライアルカンパニー（旧あさひ屋。現在は総合スーパー・ディスカウントストア。現在も小型家電は多くの店舗で取り扱っている）
- ミスターマックス（旧平野電機。現在はディスカウントストア業態。引き続き家電の取り扱いも多く、液晶テレビなど家電のPB商品も販売している）
- 英弘チェン

##### カメラ店系
- さくらや（3カメの一角として知られた。経営不振で2006年12月からベスト電器の出資を受け2008年3月に完全子会社となり、2010年2月に全店舗を閉店）
- カメラのドイ
- サンゴーカメラ
- アサヒドーカメラ（名古屋）

##### 電気街・パソコン店系
- アジア無線（秋葉原を地盤としていた。1993年に店舗を閉鎖した後も会社は存続していたが、2005年に破産）
- サトームセン（2006年にマツヤデンキ、星電社とともにぷれっそホールディングスとして事業統合。2007年にヤマダデンキの孫会社となり12月にヤマダ店舗に転換。2008年7月に事業停止。2013年5月31日付けをもってヤマダ電機に合併され法人消滅となった）
- 中川無線電機（現在：ユートピアキャピタル。現在はナカヌキヤに業態転換）
- シントク（秋葉原を地盤としていた。家電不況に伴い非家電業態への多角化を図ったが失敗し、1993年に倒産）
- スタンバイ（大阪日本橋を地盤としていたパソコンショップ。ソフマップに対抗する戦略を多くとっていたが、パソコンショップ間の過当競争で経営が悪化し2001年に廃業）
- ステップ（パソコンの廉価販売で急成長したが、パソコンショップ間の過当競争で売上が急減し、1996年に倒産）
- ナカウラ（秋葉原を地盤とし、チョウチンアンコウのマークで知られた。1998年にラオックスの子会社となり、2005年に吸収合併。店舗も2007年1月に消滅）
- ニノミヤ（2006年7月に家電販売から撤退。業態を絞り込んで存続を図るも2007年6月廃業）
- パルテック
- ヒロセムセン（1993年に廃業。親会社は電器卸売として存続している）
- カクタ（1999年にソフマップと提携しカクタソフマップとなる。親会社は電器卸売として存続している）
- 丸善無線電機
- 松波無線（秋葉原を地盤としていた。1982年にラオックスに吸収合併）
- ミナミ無線電機（2002年に店舗を閉鎖。創業一族のグループ企業は多数存続）
- ロケット（「激安」の謳い文句で知られた。2000年に民事再生法を適用した後、一部店舗のみ営業を継続したが、2007年3月を最後に家電販売から撤退。現在はアマチュア無線専門店のみ存続）
- 和光電気（大阪を地盤としていた。2003年に倒産）
- ワットマン（一部店舗をデンコードーに譲渡し[注 2]家電販売から撤退。リユース・リサイクル事業に業態転換）
- ワンダーコーポレーション（旧カスミ家電。家電部門を業務・資本提携したケーズデンキに譲渡し、携帯電話、ソフト部門に特化）
- OAシステムプラザ（2004年10月、ピーシーデポコーポレーションと資本業務提携。12月、OAシステムプラザ既存店舗全店を「PC DEPOT」として改装した）
- T-ZONE（かつては全国にパソコンショップを展開していたが、2003年以降は秋葉原の1店舗のみとなり、2010年に廃業）
- カトー無線（名古屋矢場町を地盤とし、郊外に家電量販店を展開したが、FCとしてマツヤデンキ傘下入り）

### 業界団体
家電量販店の業界団体として、1972年に設立された日本電気大型店協会（NEBA）があったが、業界再編で加盟社が減少し、2005年8月末で解散している。
2007年時点では家電量販店の業界団体は存在せず、主要各社の対抗心が強い業界体質からか日本チェーンストア協会など他の小売系団体に加盟している企業も存在しない。ただし電機メーカーや業界団体、電器店の商業組合などが加入する全国家庭電気製品公正取引協議会があり、ここにはヤマダデンキ、エディオン、コジマ、ヨドバシカメラ、ビックカメラ、ケーズデンキなど主要家電量販店が加盟していたが脱退する販売店もある。

## 中国
中国では家電量販店は白物家電やAV機器などを取り扱うが、電池やCD-Rといった小さな消耗品は取り扱わない。また販売スペースはメーカーごとに割り振られており、“メーカーへの場所貸し”といった側面が強い。そのため、メーカーが展示法など手を入れないとすぐに悪くなっていくという。損益計算書を見てもメーカーから多くの販売促進費や場所代などを徴収しており、その額は主業の販売業務による利益に匹敵する時期もあった。
商品は、通常はメーカー希望小売価格をそのまま提示する。
代表企業は国美電器、蘇寧電器など。

## アメリカ合衆国
アメリカ合衆国では、2007年、コンプUSAは事業撤退し、2008年、サーキット・シティー・ストアーズは破綻。アマゾンなどの通販サイトの台頭により中小の多くも撤退、2015年にラジオシャックが破綻した後は、全国に店舗網を持つのは最大手のベストバイだけとなる。